# Acoraceae
Acorus (nombre vulgar cálamo) es el nombre de un taxón de plantas ubicado en la categoría taxonómica de género, utilizado en sistemas de clasificación modernos como el sistema de clasificación APG III (2009) y el APWeb, donde está ubicado en su propia familia Acoraceae y su propio orden Acorales de las monocotiledóneas. Antiguamente se clasificaba al género dentro de las Araceae, como un miembro aberrante, pero con los análisis moleculares de ADN se determinó que no pertenecía a esa familia, sino que era el género que más temprano diverge del resto de las monocotiledóneas, dándosele categoría taxonómica de orden. Es nativo de América del Norte y Asia, se naturalizó en Europa en la Edad Antigua; se conocen variedades diploides y tetraploides, así como triploides de origen híbrido entre estas, que al ser infértiles se reproducen rizomáticamente. Los cálamos son hierbas perennes, hemicriptófitas o geófitas; los brotes que sobreviven al invierno se encuentran en la superficie del suelo o bajo tierra. Prefieren las zonas húmedas y marejales. Las flores forman una inflorescencia que rodea a un tallo engrosado o espádice. Las hojas y raíces de las especies de Acorus se han empleado como medicinales por la asarona que contienen; los aceites esenciales aromáticos se han aprovechado también en perfumería.

## Descripción
Introducción teórica en Terminología descriptiva de las plantas

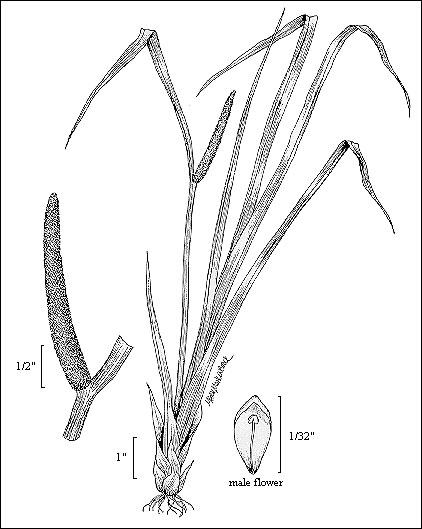
Acorus calamus.

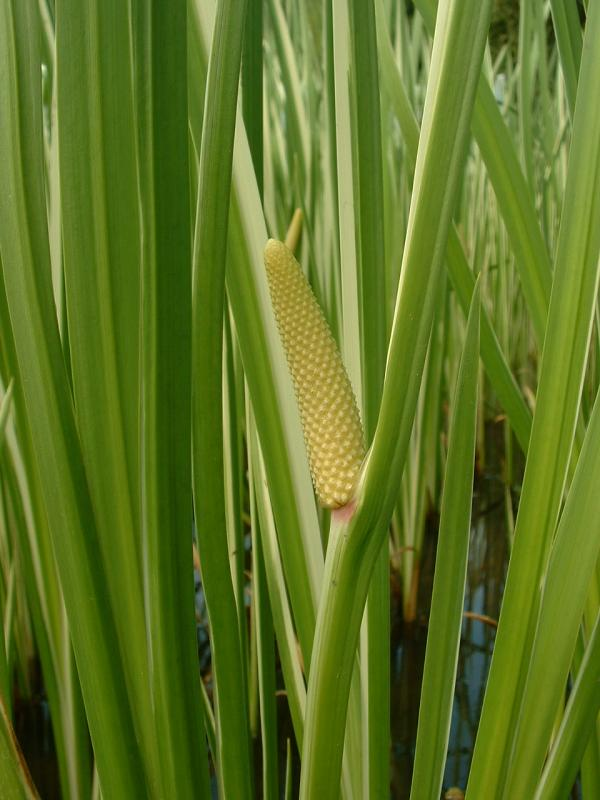
Espádice de Acorus calamus.

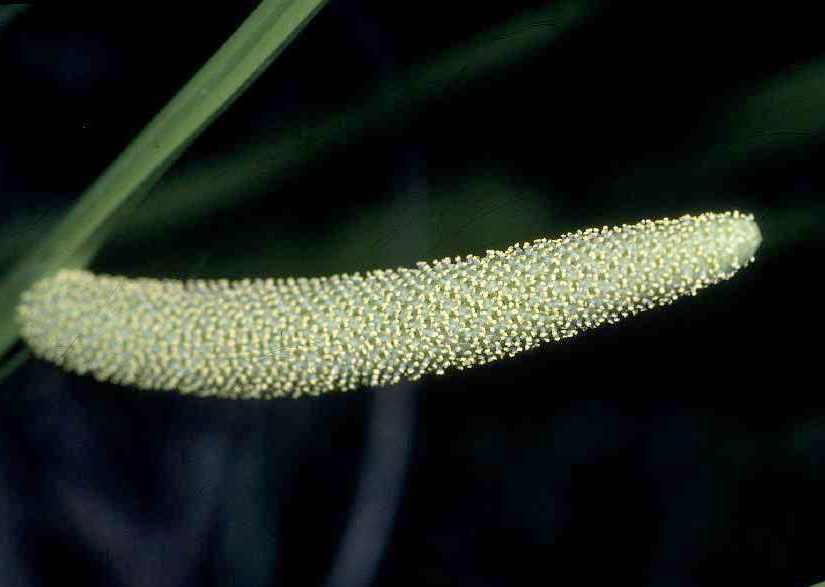
Espádice y flores de Acorus calamus.

Hábito: Hierbas perennes. Tallos rizomatosos. 
Hojas ensiformes, unifaciales, dísticas, envainadoras, simples, sin dividir, sin estípulas, con venación paralela, con escamitas intravaginales (axilares) presentes.
La inflorescencia es un espádice terminal que nace en un pedúnculo como una hoja y por debajo tiene una larga espata lineal.
Las flores son bisexuales, actinomórficas, sin brácteas, sésiles, e hipóginas.
El perianto es biseriado, de 3+3 tépalos separados. 
Los estambres son biseriados, de 3+3, apostémonos (separados y libres del resto de las piezas florales), con filamentos aplanados. Las anteras son longitudinales e introrsas en la dehiscencia.
El gineceo es sincarpo, con un ovario súpero, 2-3 carpelos, 2-3 lóculos, y un estigma diminuto. La placentación es apical-axial, los óvulos son muchos por carpelo, péndulos. 
El fruto es una baya con 1-5(-9) semillas, con un perianto persistente. Las semillas son perispermadas y endospermadas.
Presentan células de aceites aromáticos. No contienen cristales de rafidio.

## Ecología
Distribuidas en el Viejo Mundo y Norteamérica.
Se encuentran en hábitats pantanosos.

## Filogenia
Introducción teórica en Filogenia
Las Acoraceae son similares a las Araceae en que tienen espádice y espata, pero están claramente separadas de esa familia (dentro de la cual se la solía ubicar) sobre la base de los análisis de morfología y secuencias de ADN. Acoraceae difiere de Araceae en que tiene hojas unifaciales ensiformes, semillas perispermadas y endospermadas, y células con aceites aromáticos, y en que no tienen cristales de rafidio. En la base de su morfolgía de la semilla altamente divergente, ya Tillich en 1985 sugirió que Acorus sea excluido de Araceae.
En términos morfológicos, Acorus posee muchos caracteres atípicos para una monocotiledónea basal, pero también posee algunos esperados: la formación de la pared de la antera de tipo dicotiledónea, y los aceites esenciales, los dos son únicos para Acorus entre las monocotiledóneas basales. En cambio su hábito con hojas unifaciales, ensiformes, la estructura de su inflorescencia (un espádice de flores con perianto indifierenciado), su ovario sincarpo, y sus frutos como bayas, no son lo que se hubiera esperado para una monocotiledónea "primitiva" según las miradas tradicionales.

## Fitoquímica

### Análisis bromatológico
Soman et al (2014) realizaron un estudio bromatológico de muestras de Acorus de un jardín de Kerala, India. Los resultados del análisis proximal realizado revelaron un alto contenido de humedad (68.02 %), cenizas (17.3 %) y proteínas (15.62 %). Se encontró una cantidad considerable de carbohidratos (37.26 %), lípidos crudos escasos (0.00057 %), fibra bruta (6.6 %) y vitaminas (ácido ascórbico, β-caroteno y tocoferol). El valor energético total se estimó en 122 Kcal/100 g y el contenido total de aminoácidos libres fue de 25.71 µg/500 mg. Los análisis minerales registraron el valor más alto para el potasio (K) y el valor más bajo para el fósforo (P). Los otros elementos como el sodio (Na), el calcio (Ca), el magnesio (Mg), el zinc (Zn) y el cobre (Cu) también se encontraron en cantidad suficiente. 
También se encontró que el rizoma contenía factores antinutricionales como taninos (0.32 µg/g), ácido fítico (935.43 mg/100 g), compuestos fenólicos (113.68 µg/g) y unidad inhibidora de tripsina (3.02 mg/g). En otros estudios se han detectado (2R,6R)-7-octeno-2,6-diol, (4Z,7Z)-4,7-decadien-1-ol, 2-butil-(2E)-octenal.

### Perfil lipídico
Los ácidos grasos mixtos en los rizomas de Acorus calamus incluyen principalmente al ácido oleico (29.1%), ácido linoleico (24.5%), ácido palmítico (18.2%), ácido palmitoleico (16.4%), ácido esteárico (7.3%), ácido araquídico (3.2%) y ácido mirístico (1.3%).

### Aceites esenciales
La β-asarona (83.2%) y la α-asarona (9.7%) fueron los principales componentes del aceite de rizoma, mientras que la β-asarona (85.6%) y el linalol (4.7%) son los principales componentes de las hojas. El perfil puede variar con las condiciones de cultivo y la cosecha 
Otros componentes son el alcanfor, la acorenona y la ciperotudona. En un estudio de volátiles florales se detectó 2-(1,3-hexadienil)tetrahidrofurano 

### Terpenos
Acoranos: Este esqueleto sesquiterpénico debe su nombre a este género. Hay aproximadamente más de 15 compuestos con esta estructura obtenidos tanto de rizoma como de hojas
|         |           |         |           |               |               |               |               |
| Acorano | Acoroneno | Acorona | Acorusina | Acotatarona A | Calamunsina D | Calamunsina E | Calamunsina L |

Cadinanos: Hay más de 15 compuestos reportados con estas estructuras:
|          |              |             |                |            |
| Cadinano | Calamusina H | Calamendiol | Tatarinowina C | Acarafuran |

Guayanos: Estos esqueletos también son comunes en este género:
|         |                  |           |               |
| Guayano | (+)-Calamusina C | Acorusina | Calamunsina O |

Eudesmanos:
|           |            |           |              |           |
| Eudesmano | Acorusdiol | Acolamona | Isoacolamona | Acorusnol |

Otros sesquiterpenos: Otros estudios han reportado algunos hallazgos en germacranos (Acoragermacrona), megastigmano, farnesanos, 9-Aristoleno y lepidozeno.
Diterpenos: Se han reportado isopimaranos como el Tatarol.
Triterpenos y esteroides: Se han reportado casos aislados de esqueletos de lanostano, oleanano, ursano y estigmastano. 

### Fenilpropanoides
Además de los compuestos descritos previamente, las plantas del género Acorus producen una gran variedad de fenilpropanos propios, principalmente en el rizoma.
|           |               |             |           |              |
| β-Asarona | Tatarinoide A | Asarotónido | Acoramona | Isoacoramona |

### Lignanos
Las especies del género Acorus producen una gran diversidad de lignanos: lignanos simples, ciclolignanos y epoxilignanos  
|                               |                                   |                                            |                                   |
| Diasarona I (Lignano abierto) | Tatarinoide D (7,9'-Epoxilignano) | (–)-Acortatarinowina I (7,7'-Epoxilignano) | Acortatarinowina H (Ciclolignano) |

## Taxonomía
Introducción teórica en Taxonomía
Acoraceae fue propuesto por Martynov en 1820. Hoy está ampliamente aceptado que Acorus sea ubicado en su propia familia monotípica, y en su propio orden monotípico, Acorales.
Especies:
- Acorus calamus L., Sp. Pl.: 324 (1753).
  - Acorus calamus var. americanus Raf., Med. Fl. 1: 25 (1828).
  - Acorus calamus var. angustatus Besser, Flora 17(Beibl.): 30 (1834).
  - Acorus calamus var. calamus.
- Acorus gramineus Sol. in W.Aiton, Hort. Kew. 1: 474 (1789).

El APG II del 2003, ya reconocía la familia al igual que el APG III (2009).
En la lista del Linear APG III (LAPG III 2009) Acoraceae es la familia número 29.

## Importancia económica

### Historia
Acorus calamus es utilizada medicinalmente, en rituales religiosos, y como insecticida, y también como perfume y planta saborizante (por ejemplo en licores).
El A. calamus ha sido un artículo de comercio en muchas culturas durante siglos. Se ha utilizado en la medicina tradicional para diversas dolencias, y el aroma de su aceite esencial se emplea en la industria del perfume. La esencia del rizoma se utiliza como saborizante para alimentos, bebidas alcohólicas y amargos en Europa. También se utilizaba antiguamente para elaborar dulces.

### Horticultura
Esta planta se utiliza a veces como planta de estanque en horticultura. Se conoce al menos un cultivar ornamental tetraploide; se le suele llamar 'Variegatus', pero la RHS recomienda llamarlo 'Argenteostriatus'.

### Usos culinarios
Los tallos jóvenes se pueden arrancar por debajo; los tallos internos se pueden comer crudos. Las raíces se pueden lavar, pelar, cortar en trozos pequeños, hervir y cocer a fuego lento en almíbar para elaborar dulces.

### Herbolaria
El cálamo dulce tiene una larga historia de uso en las tradiciones herbales chinas, nepalesas e indias. El cálamo era y sigue siendo utilizado en herbolaria por el pueblo chipewyan.

### Insecticida y antifúngico
La asarona de A. calamus, que se encuentra con mayor abundancia en las raíces secas y pulverizadas, se ha identificado con propiedades insecticidas. La β-asarona también exhibe actividad antifúngica al inhibir la biosíntesis de ergosterol en Aspergillus niger. Sin embargo, la toxicidad y carcinogenicidad de la asarona en los mamíferos (incluidos los humanos) significa que puede ser difícil desarrollar medicamentos o insecticidas prácticos basados en ella..